# Troy Polamalu
Troy Polamalu (* 19. duben 1981, Garden Grove, Kalifornie, USA) je bývalý americký hráč amerického fotbalu, nastupující na pozici Strong safety za tým Pittsburgh Steelers.
Za Pittsburgh Steelers hrál v letech 2003-2014, rok po té ohlásil konec kariéry z rodinných důvodů a kvůli častým zraněním. Důvodem byl také klesající výkon. V sezóně 2014 nezaznamenal žádný sack ani interception. Troy vystudoval universitu USC Trojans.